# Sam Bird
Sam Bird, né le 9 janvier 1987 à Roehampton, est un pilote automobile britannique qui participe aux 24h du Mans depuis 2014 avec AF Corse (depuis 2014) et G-Drive Racing (2015) et participe actuellement au Championnat du monde de Formule E FIA depuis avec Virgin Racing (2014-2020) et chez Jaguar Racing à partir de 2021 et de sa septième saison en Formule E. 

## Biographie

### Débuts en monoplace en Formule BMW et Formule Renault (2004-2006)
Après avoir obtenu de belles performances en karting, Sam Bird fait ses débuts en monoplace en 2004 en Formule BMW UK avec Carlin Motorsport. Il termine 14e du championnat avec 22 points. En 2005, il rejoint Fortec Motorsport et remporte six courses. Il termine vice-champion derrière Dean Smith.
Il continue avec Fortec et participe au Championnat de Grande-Bretagne de Formule Renault en 2006. Il décroche sept pole positions et quatre victoires, ce qui le place 4e du championnat.

### Formule 3 (2007-2009)

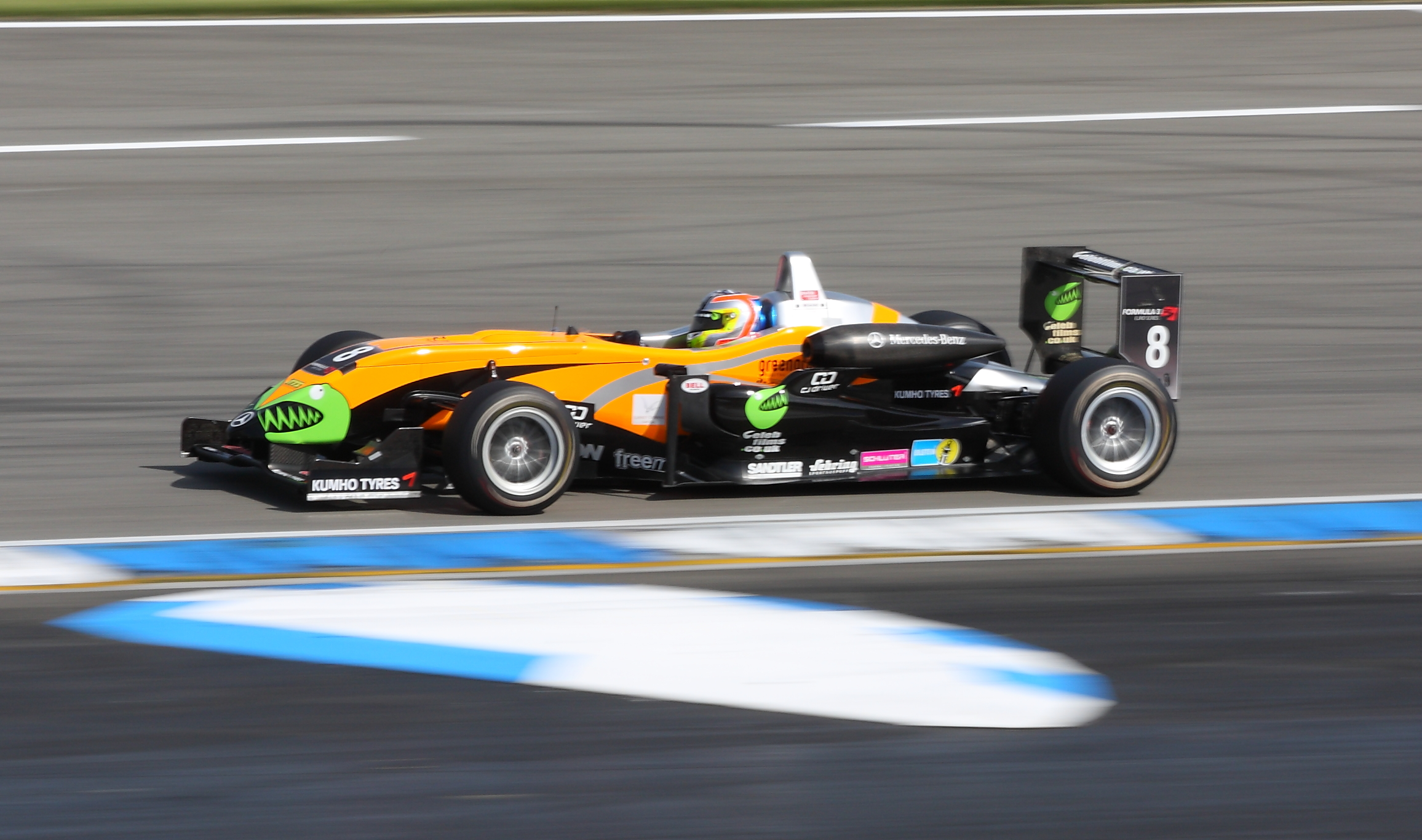
Sam Bird en 2009.

En 2007, il retrouve Carlin Motorsport dans le championnat de Grande-Bretagne de Formule 3. Il obtient son premier podium puis sa première victoire sur le Bucarest Ring, avant de s'imposer de nouveau à Spa-Francorchamps. Avec dix podiums dont deux victoires, il termine 4e du championnat avec 180 points. Il prend part aux Masters de Formule 3, sur le circuit de Zolder, où il termine à la 27e position, ainsi qu'au Grand Prix de Macao. Il termine à la 6e place.
Sam Bird rejoint la Formule 3 Euro Series en 2008 et change d'écurie pour passer chez Manor Motorsport. Il obtient deux 2e place à Brands Hatch et à Barcelone et termine à 11e place du championnat. Il court de nouveau à Zolder et termine 7e aux Masters de Formule 3, puis abandonne dès le premier tour du Grand Prix de Macao en novembre.
Il passe ensuite chez Mücke Motorsport en 2009. Sa saison commence par un podium à Hockenheim avec une 3e place. Il monte sur trois autres podiums cette saison mais sans aucune victoire, il finit 8e au classement des pilotes. Il termine également 8e aux Masters de Formule 3, cette fois-ci sur le circuit de Zandvoort. Il termine 3e du Grand Prix de Macao, disputé avec ART Grand Prix.

### Première expérience en GP2 et GP2 Asia Series (2009-2011)
Entre octobre 2009 et mars 2010, Sam Bird s'engage avec ART Grand Prix en GP2 Asia Series, la déclinaison hivernale et asiatique du GP2 Series. Avec douze points, il termine 7e du championnat. ART Grand Prix décide de le conserver pour la saison 2010 de GP2 Series qui débute en mai. Il obtient son premier podium à Istanbul, puis un autre à Valence. Il s'élance pour la première fois en pole position sur le Hungaroring mais ne concrétise pas en course et termine 13e. Sam Bird remporte sa première course à Monza puis signe deux nouveaux podiums dans les trois dernières courses. Il inscrit 48 points et se classe 5e au classement des pilotes, tandis que Jules Bianchi, son équipier, termine 3e du championnat avec quatre points de plus. Le 16 novembre, il prend part aux essais réservés aux jeunes pilotes sur le circuit de Yas Marina, avec l'écurie de Formule 1 Mercedes Grand Prix.
En 2011, on le retrouve en GP2 Asia Series, cette fois avec iSport International. Le championnat ne comporte que quatre courses car deux manches à Bahreïn sont annulées en raison de l'instabilité politique qui secoue le royaume. Toujours avec iSport, il participe au championnat de GP2 Series 2011 et commence sa saison avec trois podiums lors des trois premières courses. Néanmoins, la victoire lui échappe et il ne décroche aucun autre podium. Il termine 6e du championnat avec 45 points mais domine Marcus Ericsson qui inscrit vingt points de moins.

### Formule Renault 3.5 et pilote essayeur Mercedes (2012)
Sam Bird rejoint en 2012 la Formule Renault 3.5 avec ISR Racing. Parti en pole à Monaco, il remporte sa première course dans les rues de la Principauté, puis s'impose de nouveau lors de la course 2 à Silverstone. Sam Bird termine 3e du championnat, seulement six points derrière Jules Bianchi et dix points derrière le champion Robin Frijns. En parallèle, il retrouve Mercedes qui lui propose un poste de pilote d'essais en Formule 1. Il prend ainsi part à des essais privés sur le circuit de Magny-Cours avec l'écurie allemande mais ne roule pas en séance officielle.

### Retour en GP2 Series et échec au championnat (2013)

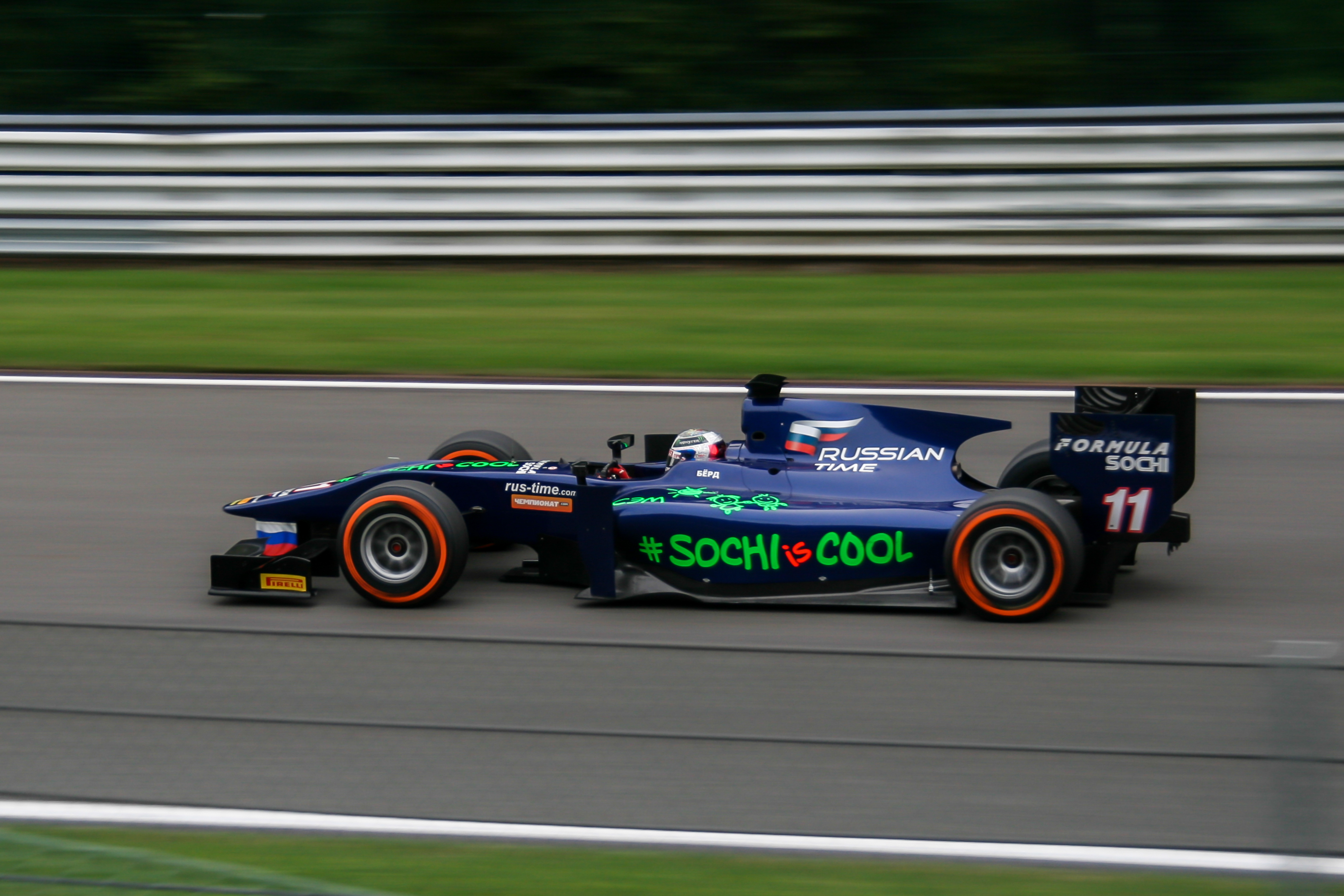
Sam Bird en 2013 à Spa-Francorchamps.

Grâce à ses bonnes performances, Sam Bird retourne en GP2 Series en 2013 et rejoint la nouvelle écurie Russian Time, issue du rachat de iSport International. Il obtient deux pole positions et remporte cinq courses, dont Monaco, mais doit s'incliner face à Fabio Leimer qui décroche le titre grâce à une deuxième partie de saison plus régulière. Bird termine vice-champion vingt point derrière Leimer, tandis que coéquipier Tom Dillmann termine 10e du championnat.

### Débuts en Endurance (depuis 2014)
Sam Bird se tourne alors vers le championnat du monde d'endurance FIA en 2014 et rejoint AF Corse dans la catégorie LM GTE Am. Au volant de la Ferrari 458 Italia GT2 no 81, il est associé à l'Australien Stephen Wyatt et à l'Italien Michele Rugolo. Il participe aux 6 Heures de Silverstone, la première course de la saison, et termine à la 3e place de la catégorie. Il prend également part aux 24 Heures du Mans mais doit abandonner. Ce sont ses deux seules apparitions en WEC en 2014, ses équipiers faisant le reste de la saison à deux.
En 2015, il signe chez G-Drive Racing en LMP2.Avec Roman Rusinov et Julien Canal, il remporte quatre manches en LMP2 et termine trois fois 2e, notamment au Mans. L'équipage est alors titré avec plus de vingt points d'avance sur KCMG.
En 2016, il revient chez AF Corse, en catégorie LMGTE Pro cette fois-ci. Avec Davide Rigon, il remporte les deux premières courses de la saison, les 6 Heures de Silverstone et les 6 Heures de Spa. Andrea Bertolini complète l'équipage pour les 24 Heures du Mans mais la voiture ne voit pas l'arrivée de la course. Sam Bird et Davide Rigon montent deux autres fois sur le podium et terminent 2e de leur catégorie.

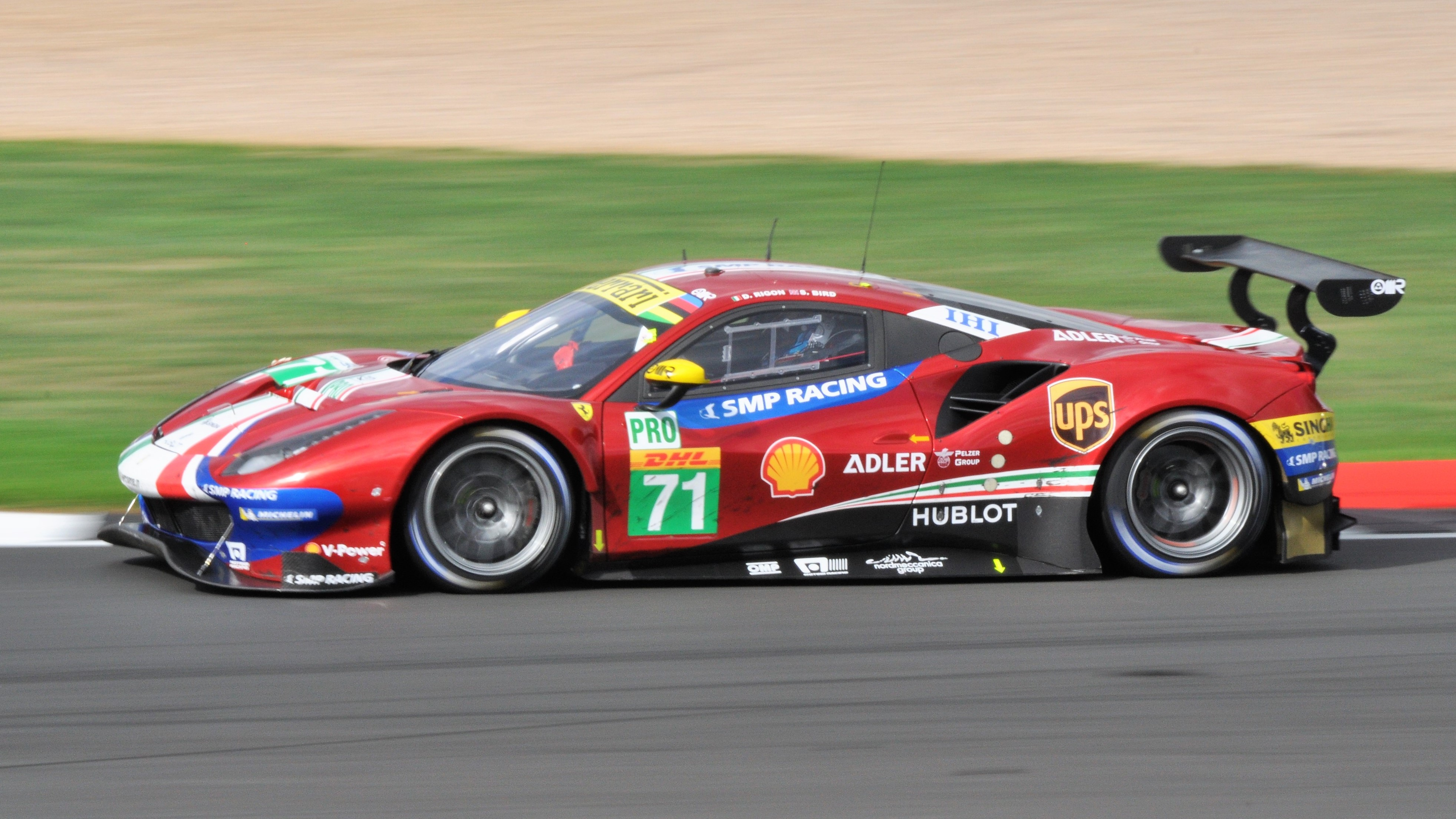
Sam Bird à Silverstone en 2018.

En 2017, Sam Bird et Davide Rigon forment de nouveau l'équipage d'AF Corse en LMGTE Pro, toujours au volant d'une Ferrari 488 GTE. Ils remportent leur première victoire de l'année lors des 6 Heures de Spa. Les deux pilotes sont rejoints par Miguel Molina au Mans et terminent 4e de la catégorie GTE Pro. Ils obtiennent deux autres podiums avant de remporter la dernière course de l'année, les 6 Heures de Bahreïn. Après la course, Sam Bird en profite pour effectuer sa demande en mariage pour célébrer sa 5e place au championnat.
Il continue l'endurance l'année suivante, toujours aux côtés de Davide Rigon. Les deux hommes terminent 3e de leur catégorie lors de la manche d'ouverture à Spa-Francorchamps et achèvent leur saison à la 12e place au classement GT.
Lors des 24 Heures du Mans 2020, l'équipage Bird-Molina-Rigon termine non-classé, en raison d'un tour final inachevé.

### Un pilier de la Formule E (depuis 2014)
En parallèle à l'Endurance, Bird continue sa carrière en monoplace en rejoignant la toute nouvelle Formule E. En effet, au début de l'année 2014, l'ex-écurie de Formule 1 Virgin Racing confirme son engagement pour la première saison de Formule E qui a lieu en 2014 et 2015. Les pilotes sont Sam Bird et Jaime Alguersuari. Le championnat débute le 13 septembre 2014 à Pékin autour du Nid d'oiseau. Bird se qualifie en 12e position et profite de l'accrochage entre Nicolas Prost et Nick Heidfeld dans le dernier virage pour monter sur la 3e marche du podium. Lors de la deuxième course de l'année à Putrajaya, il remporte son premier ePrix après s'être élancé 2e. Il décroche sa deuxième victoire de l'année lors du ePrix de Londres et de termine à la 5e du classement des pilotes.
Sam Bird poursuit l'aventure en 2015-2016 et reste dans l'écurie de Richard Branson, qui annonce un partenariat avec DS Automobiles. L'écurie est renommée DS Virgin Racing et Jean-Éric Vergne devient son nouvel équipier. Il termine 2e du ePrix de Putrajaya et remporte son unique course de la saison à Buenos Aires, après s'être élancé en pole position. Il part de nouveau en pole à Long Beach et à Paris mais ne termine que 6e des deux courses. Il se classe 4e du championnat avec 88 points tandis que Vergne est 9e avec 58 unités.
Sam Bird prolonge avec Virgin et son nouvel équipier en 2016-2017 devient le triple champion de WTCC José María López. Il obtient son premier podium de la saison sur le circuit Moulay El Hassan lors du ePrix de Marrakech avec une 2e place, puis un autre à Mexico où il termine 3e. Alors qu'il compte 47 points après huit courses, il va doubler ce total lors des deux ePrix de New York en juillet où il s'impose le samedi et le dimanche, en s'élançant depuis la pole lors de la course 2. Comme lors de la saison précédente, il termine à la 4e place du championnat des pilotes.
La saison suivante, Sam Bird commence sa saison avec une victoire dès la première course à Hong Kong, malgré un drive-through. Il obtient une seconde victoire à Rome, et peut encore être mathématiquement champion du monde avant les deux dernières courses à New York. Deux résultats médiocres le privent pourtant de la deuxième place au championnat. Son ancien équipier Jean-Éric Vergne est sacré champion et Lucas di Grassi termine vice-champion. Sam Bird doit se contenter de la troisième place au championnat, ce qui est toutefois son meilleur résultat en Formule E.
Il obtient son premier podium lors de la saison 2018-2019 à l'occasion de la deuxième course à Marrakech, puis remporte le ePrix de Santiago. À Hong-Kong, il lutte pour la victoire avec André Lotterer et le percute dans le dernier tour, causant une crevaison au pilote Allemand. Bird remporte la course mais écope finalement d'une pénalité de cinq secondes pour cet accrochage, ce qui permet à Edoardo Mortara de récupérer la victoire sur tapis vert. Il conclut sa moins bonne saison depuis ses débuts en Formule E au 9e rang.
Sam Bird remporte la manche d'ouverture de la saison 2019-2020 à Dariya mais connaît ensuite des difficultés. Il ne marque que 63 points et termine 10e du championnat pour sa dernière saison avec Envision Virgin Racing. Il annonce en effet qu'il quitte l'écurie après six ans de collaboration pour rejoindre Jaguar Racing en 2020-2021 au côté du Néo-Zélandais Mitch Evans.

## Carrière

### Résultats en monoplace
| Saison    | Championnat                                       | Écurie               | Courses | Victoires | Pole positions | Meilleurs tours | Podiums | Points | Classement |
| --------- | ------------------------------------------------- | -------------------- | ------- | --------- | -------------- | --------------- | ------- | ------ | ---------- |
| 2004      | Formule BMW UK                                    | Carlin Motorsport    | 20      | 0         | 0              | 0               | 0       | 22     | 14e        |
| 2005      | Formule BMW UK                                    | Fortec Motorsport    | 20      | 6         | 9              | 3               | 12      | 218    | 2e         |
| 2006      | Championnat de Grande-Bretagne de Formule Renault | Fortec Motorsport    | 20      | 4         | 7              | 5               | 7       | 373    | 4e         |
| 2007      | Championnat de Grande-Bretagne de Formule 3       | Carlin Motorsport    | 22      | 2         | 0              | 1               | 10      | 180    | 4e         |
| 2008      | Formule 3 Euro Series                             | Manor Motorsport     | 20      | 0         | 0              | 0               | 2       | 23     | 11e        |
| 2009      | Formule 3 Euro Series                             | Mücke Motorsport     | 18      | 0         | 1              | 2               | 4       | 40     | 8e         |
| 2009–2010 | GP2 Asia Series                                   | ART Grand Prix       | 8       | 0         | 0              | 1               | 1       | 12     | 7e         |
| 2010      | GP2 Series                                        | ART Grand Prix       | 20      | 1         | 1              | 4               | 5       | 48     | 5e         |
| 2011      | GP2 Asia Series                                   | iSport International | 4       | 0         | 0              | 0               | 0       | 2      | 12e        |
| 2011      | GP2 Series                                        | iSport International | 18      | 0         | 1              | 3               | 3       | 45     | 6e         |
| 2012      | Formula Renault 3.5 Series                        | ISR Racing           | 17      | 2         | 1              | 0               | 7       | 177    | 3e         |
| 2013      | GP2 Series                                        | Russian Time         | 22      | 5         | 2              | 3               | 6       | 181    | 2e         |

### Résultats en Championnat du monde de Formule E
| Saison    | Ecurie                       | Chasis            | Courses | Victoires | Podiums | Pôle positions | Meilleurs tours | Dans les points | Points | Pos |
| --------- | ---------------------------- | ----------------- | ------- | --------- | ------- | -------------- | --------------- | --------------- | ------ | --- |
| 2014-2015 | Virgin Racing Formula E Team | Spark SRT 01E     | 11      | 2         | 3       | 0              | 2               | 8               | 103    | 5e  |
| 2015-2016 | DS Virgin Racing             | Spark DSV-01      | 10      | 1         | 2       | 3              | 0               | 7               | 88     | 4e  |
| 2016-2017 | DS Virgin Racing             | Spark DSV-02      | 12      | 2         | 4       | 1              | 2               | 8               | 122    | 4e  |
| 2017-2018 | DS Virgin Racing             | Spark DSV-03      | 12      | 2         | 6       | 0              | 1               | 11              | 143    | 3e  |
| 2018-2019 | Envision Virgin Racing       | Audi FE05         | 13      | 1         | 2       | 1              | 1               | 8               | 85     | 9e  |
| 2019-2020 | Envision Virgin Racing       | Audi FE06         | 11      | 1         | 2       | 0              | 1               | 6               | 63     | 10e |
| 2020-2021 | Jaguar Racing                | Jaguar I - Type 5 | 15      | 2         | 3       | 1              | 0               | 6               | 87     | 6e  |
| 2021-2022 | Jaguar TCS Racing            | Jaguar I - Type 5 | 14      | 0         | 0       | 0              | 1               | 8               | 51     | 13e |
| 2022-2023 | Jaguar TCS Racing            | Jaguar I - Type 6 | 14      | 0         | 0       | 2              | 4               | 7               | 95     | 8e  |
| 2023-2024 | NEOM McLaren Formula E Team  | Nissan e-4ORCE 04 | 13      | 1         | 0       | 1              | 1               | 5               | 48     | 13e |
|           |                              |                   | 119     | 12        | 27      | 6              | 9               | 62              | 742    |     |

### Résultats aux 24 Heures du Mans
| Année | Équipe         | no | Châssis                | Moteur                        | Pneus    | Catégorie | Équipiers                     | Tours | Résultat   |
| ----- | -------------- | -- | ---------------------- | ----------------------------- | -------- | --------- | ----------------------------- | ----- | ---------- |
| 2014  | AF Corse       | 81 | Ferrari 458 Italia GT2 | Ferrari 4,5 l V8              | Michelin | LMGTE Am  | Stephen Wyatt Michele Rugolo  | 22    | Abandon    |
| 2015  | G-Drive Racing | 26 | Ligier JS P2           | Nissan 4,5 l V8               | Michelin | LMP2      | Roman Rusinov Julien Canal    | 358   | 10e        |
| 2016  | AF Corse       | 71 | Ferrari 488 GTE        | Ferrari 3,9 l Turbo V8        | Michelin | LMGTE Pro | Davide Rigon Andrea Bertolini | 143   | Abandon    |
| 2017  | AF Corse       | 71 | Ferrari 488 GTE        | Ferrari 3,9 l Turbo V8        | Michelin | LMGTE Pro | Davide Rigon Miguel Molina    | 339   | 21e        |
| 2018  | AF Corse       | 71 | Ferrari 488 GTE Evo    | Ferrari F154CB 3,9 l Turbo V8 | Michelin | LMGTE Pro | Davide Rigon Miguel Molina    | 338   | 24e        |
| 2019  | AF Corse       | 71 | Ferrari 488 GTE Evo    | Ferrari F154CB 3,9 l Turbo V8 | Michelin | LMGTE Pro | Davide Rigon Miguel Molina    | 140   | Abandon    |
| 2020  | AF Corse       | 71 | Ferrari 488 GTE Evo    | Ferrari F154CB 3,9 l Turbo V8 | Michelin | LMGTE Pro | Davide Rigon Miguel Molina    | 340   | Non classé |